# Szczekuszka
Szczekuszka (Ochotona) – rodzaj niewielkich ssaków z rodziny szczekuszkowatych (Ochotonidae).

## Rozmieszczenie geograficzne
Rodzaj obejmuje gatunki występujące w Ameryce Północnej, Azji i wschodniej Europie.

## Charakterystyka
Długość ciała (bez ogona) 110–260 mm, długość ucha 14–39 mm, długość tylnej stopy 22–43 mm; masa ciała 40–360 g.

## Systematyka
Rodzaj zdefiniował w 1795 roku niemiecki botanik i zoolog Heinrich Friedrich Link w książce swojego autorstwa poświęconej historii naturalnej. Link wymienił kilka gatunków – Ochotona minor Link, 1795 (= Lepus dauuricus Pallas, 1776), Lepus pusilla Pallas, 1769 i Lepus alpinus Pallas, 1773 – z których gatunkiem typowym jest (późniejsze oznaczenie) Ochotona minor Link, 1795 (= Lepus dauuricus Pallas, 1776) (szczekuszka dauryjska).

### Etymologia
- Ochotona: mongolska nazwa ochodona dla szczekuszki[21].
- Pika (Pica): tunguska nazwa peeka dla szczekuszki[22]. Gatunek typowy (oznaczenie monotypowe): Lepus alpinus Pallas, 1773.
- Lagomys (Lagomis): gr. λαγως lagōs „zając”; μυς mus, μυος muos „mysz”[23]. Gatunek typowy (oznaczenie monotypowe): Lepus alpinus Pallas, 1773.
- Abra (Abrama): tybetańska nazwa abra dla szczekuszki[24]. Gatunek typowy (oznaczenie monotypowe): Lagomys curzoniae Hodgson, 1857.
- Ogotoma: wariant pisowni Ochotona[25]. Gatunek typowy (oznaczenie monotypowe): Ogotoma pallasi J.E. Gray, 1867.
- Conothoa: anagram nazwy rodzajowej Ochotona Link, 1795[8]. Gatunek typowy (oryginalne oznaczenie): Lagomys roylii Ogilby, 1839.
- Tibetholagus (Tibetolagus): Tybet; gr. λαγως lagōs ‘zając’[26]. Gatunek typowy: Lagomys koslowi Büchner, 1894.
- Lagotona: zbitka wyrazowa nazw rodzajów: Lagos Palmer, 1904 oraz Ochotona Link, 1795[11]. Gatunek typowy (oryginalne oznaczenie): Lepus pusilla Pallas, 1769.
- Pliochotona: pliocen, od πλειων pleiōn ‘więcej, większy’, forma wyższa od πολυς polus ‘dużo’[27]; rodzaj Ochotona Link, 1795. Gatunek typowy (oznaczenie monotypowe): †Ochotona lagreli Schlosser, 1924.
- Argyrotona: gr. αργυρος arguros ‘srebro’, od αργος argos ‘lśniący, błyszczący’[28]; rodzaj Ochotona Link, 1795[13]. Gatunek typowy (oryginalne oznaczenie): Ochotona thibetana A. Milne-Edwards, 1871.
- Buchneria: Eugen Büchner (1861–1913), rosyjski zoolog niemieckiego pochodzenia[14]. Gatunek typowy (oryginalne oznaczenie): Lagomys erythrotis Büchner, 1890.
- Alienauroa: łac. alienus „obcy, cudzy”; auris „ucho”[15]. Gatunek typowy (oryginalne oznaczenie): Ochotona huanglongensis Liu Shaoying, Jin Wei, Liao Rui & Sun Zhiyu, 2017.

### Podział systematyczny
Do rodzaju należą następujące występujące współcześnie podrodzaje i gatunki:
| Podrodzaj  | Grafika | Gatunek                 | Autor i rok opisu                                           | Nazwa zwyczajowa          | Podgatunki         | Rozmieszczenie geograficzne | Podstawowe wymiary               | Status IUCN |
| ---------- | ------- | ----------------------- | ----------------------------------------------------------- | ------------------------- | ------------------ | --- | -------------------------------- | ----------- |
| Lagotona   |         | Ochotona pusilla        | (Pallas, 1769)                                              | szczekuszka malutka       | gatunek monotypowy | pas stepu od Wielkiego Syrtu, na południe od gór Ural i Mugodżary, na wschód do zachodniego Ałtaju (Rosja i Kazachstan) | DC: 15–21 cm MC: 95–270 g        | LC          |
| Pika       |         | Ochotona princeps       | (J. Richardson, 1828)                                       | szczekuszka amerykańska   | 5 podgatunków      | nierównomiernie w górach południowo-zachodniej Kanady (południowa Kolumbia Brytyjska i południowo-zachodnia Alberta) i zachodnich Stanów Zjednoczonych; zakres wysokości: 1200–3500 m n.p.m. | DC: 16–20 cm MC: 121–176 g       | LC          |
| Pika       |         | Ochotona collaris       | (E.W. Nelson, 1893)                                         | szczekuszka obrożna       | gatunek monotypowy | południowo-wschodnia Alaska (Stany Zjednoczone) i północno-zachodnia Kanada (Jukon, Terytoria Północno-Zachodnie i północno-zachodnia Kolumbia Brytyjska), na zachód od rzeki Mackenzie; zakres wysokości: 500–2000 m n.p.m.                                                                                        | DC: 17–19 cm MC: 117–200 g       | LC          |
| Pika       |         | Ochotona pallasii       | (J.E. Gray, 1867)                                           | szczekuszka mongolska     | gatunek monotypowy | góry Ałtaj (południowa Rosja, północny Sinciang i zachodnia Mongolia); rozdzielnie w południowej i wschodniej Mongolii (zaałtajska Gobi) i północnej Chińskiej Republice Ludowej (Dżungaria i Gobi); zakres wysokości: 1700–3100 m n.p.m.                                                                           | DC: 16–23 cm MC: 150–270 g       | LC          |
| Pika       |         | Ochotona opaca          | Argyropulo, 1939                                            |                           | gatunek monotypowy | endemit Kazachstanu (wyżyny na północ, zachód i wschód od jeziora Bałchasz); zakres wysokości: 400–1000 m n.p.m. | DC: 15–20 cm MC: 100–173 g       | LC          |
| Pika       |         | Ochotona argentata      | A.B. Howell, 1928                                           | szczekuszka srebrzysta    | gatunek monotypowy | endemit Chińskiej Republiki Ludowej (centralne góry Helan Shan (Suyukou i okolice, Ningxia)); zakres wysokości: 2000–2300 m n.p.m. | DC: 20–24 cm MC: 230–250 g       | EN          |
| Pika       |         | Ochotona coreana        | J.A. Allen & Andrews, 1913                                  |                           | gatunek monotypowy | Pektu-san i otaczający ją obszar w Korei Północnej i północno-wschodniej Chińskiej Republice Ludowej (Jilin); zakres wysokości: 700–2500 m n.p.m. | DC: 16–20 cm MC: 144–190 g       | DD          |
| Pika       |         | Ochotona mantchurica    | O. Thomas, 1909                                             | szczekuszka mandżurska    | 3 podgatunki       | Chińska Republika Ludowa (Wielki i Mały Chingan) i Rosja (międzyrzecza rzeki Szyłki i Argun oraz południowo-wschodnie Zabajkale); zakres wysokości: 400–1300 m n.p.m. | DC: 14–22 cm MC: 110–260 g       | LC          |
| Pika       |         | Ochotona hoffmanni      | Formozov, Yakhontov & Dmitriyev, 1996                       | szczekuszka skalna        | gatunek monotypowy | południowa Rosja (południowe Góry Ermana w Zabajkalu) i północno-wschodnia Mongolia (południowe góry Ereenii Nuruu w górach Bayan Nuruu) | DC: 19–21 cm MC: 260–310 g       | EN          |
| Pika       |         | Ochotona hyperborea     | (Pallas, 1811)                                              | szczekuszka północna      | 8 podgatunków      | od gór Ural przez północno-wschodnią Eurazję (Rosja, Mongolia i Chińska Republika Ludowa), Hokkaido (Japonia) oraz wyspy Morza Beringa i Morza Ochockiego; zakres wysokości: 200–2000 m n.p.m. | DC: 13–18 cm MC: 52–165 g        | LC          |
| Pika       |         | Ochotona turuchanensis  | Naumov, 1934                                                | szczekuszka jenisejska    | gatunek monotypowy | endemit Rosji (środkowa Syberia między środkowym i dolnym biegiem rzeki Jenisej a rzeką Lena); zakres wysokości: 100–1100 m n.p.m. | DC: 16–22 cm MC: 113–171 g       | LC          |
| Pika       |         | Ochotona alpina         | (Pallas, 1773)                                              | szczekuszka ałtajska      | 3 podgatunki       | pasma górskie w południowej Rosji, wschodnim Kazachstanie, zachodniej i centralnej Mongolii oraz północno-zachodniej Chińskiej Republice Ludowej (Sinciang); zakres wysokości: 400–3100 m n.p.m. | DC: 19–25 cm MC: 150–360 g       | LC          |
| Ochotona   |         | Ochotona dauurica       | (Pallas, 1776)                                              | szczekuszka dauryjska     | 3 podgatunki       | południowa Rosja (południowo-wschodni Ałtaj i południowe Zabajkale), Mongolia oraz północna i środkowa Chińska Republika Ludowa (na południe do Shaanxi i zachodniego Henanu); zakres wysokości: 800–3300 m n.p.m.                                                                                                  | DC: 14–22 cm MC: 103–190 g       | LC          |
| Ochotona   |         | Ochotona thomasi        | Argyropulo, 1948                                            | szczekuszka stokowa       | gatunek monotypowy | endemit Chińskiej Republiki Ludowej (północno-wschodnia i wschodnia Wyżyna Tybetańska (góry Qilian Shan, Burhan Budai Shan, A’nyêmaqên i Bayan Har Shan)); zakres wysokości: 2800–4100 m n.p.m. | DC: 12–17 cm MC: 40–115 g        | LC          |
| Ochotona   |         | Ochotona thibetana      | (Milne-Edwards, 1871)                                       | szczekuszka górska        | 3 podgatunki       | Chińska Republika Ludowa (góry Hengduan Shan w południowo-wschodnim Tybecie, południowo-wschodnie Qinghai, zachodni Syczuan i północno-zachodni Junnan) oraz północna Mjanma; zakres wysokości: 2100–4300 m n.p.m.                                                                                                  | DC: 12–18 cm MC: 55–105 g        | LC          |
| Ochotona   |         | Ochotona qionglaiensis  | Liu Shaoying, Jin Wei, Liao Rui & Sun Zhiyu, 2017           |                           | gatunek monotypowy | endemit Chińskiej Republiki Ludowej (lasy w południowo-zachodnim Syczuanie) | brak danych                      | NE          |
| Ochotona   |         | Ochotona cansus         | Lyon, 1907                                                  | szczekuszka chińska       | 3 podgatunki       | endemit Chińskiej Republiki Ludowej (góry Qilian Shan, góry na północny wschód od Wyżyny Tybetańskiej, Hengduan Shan, Qin Ling i Luyashan); zakres wysokości: 1700–4700 m n.p.m. | DC: 11–17 cm MC: 45–95 g         | LC          |
| Ochotona   |         | Ochotona curzoniae      | (Hodgson, 1858)                                             | szczekuszka czarnowarga   | 2 podgatunki       | Chińska Republika Ludowa (Wyżyna Tybetańska) i północne Indie (Sikkim); prawdopodobnie skrajnie północny Nepal; zakres wysokości: 3200–4800 m n.p.m. | DC: 14–21 cm MC: 90–210 g        | LC          |
| Ochotona   |         | Ochotona nubrica        | O. Thomas, 1922                                             | szczekuszka norowa        | 2 podgatunki       | Ladakh na wschód wzdłuż południowej Wyżyny Tybetańskiej (północne Indie, północny Nepal i południowa Chińska Republika Ludowa); zakres wysokości: 3100–4600 m n.p.m. | DC: 15–18 cm MC: 108–135 g       | LC          |
| Ochotona   |         | Ochotona sikimaria      | O. Thomas, 1922                                             |                           | gatunek monotypowy | Sikkim (północne Indie), zachodni Bhutan i przylegająca Wyżyna Tybetańska (Chińska Republika Ludowa) | DC: 14,6 cm MC: 67 g             | NE          |
| Alienauroa |         | Ochotona syrinx         | O. Thomas, 1911                                             | szczekuszka syczuańska    | 2 podgatunki       | endemit Chińskiej Republiki Ludowej (Kotlina Syczuańska na granicy gór Qin Ling i Daba Shan); zakres wysokości: 1800–3100 m n.p.m. | DC: 13–17 cm MC: 60–110 g        | LC          |
| Alienauroa |         | Ochotona sacraria       | O. Thomas, 1923                                             |                           | gatunek monotypowy | endemit Chińskiej Republiki Ludowej (lasy w południowo-zachodnim Syczuanie); zakres wysokości: 1200–3100 m n.p.m. | DC: 14,8 cm MC: około 79 g       | NE          |
| Alienauroa |         | Ochotona huanglongensis | Liu Shaoying, Jin Wei, Liao Rui & Sun Zhiyu, 2017           |                           | gatunek monotypowy | endemit Chińskiej Republiki Ludowej (środkowy Syczuan); zakres wysokości: 1800–3100 m n.p.m. | DC: około 15,1 cm MC: około 99 g | NE          |
| Alienauroa |         | Ochotona flatcalvariam  | Liu Shaoying, Jin Wei, Liao Rui, Sun Zhiyu & Yang Liu, 2017 |                           | gatunek monotypowy | endemit Chińskiej Republiki Ludowej (środkowy Syczuan) | DC: około 12,8 cm MC: około 71 g | NE          |
| Conothoa   |         | Ochotona macrotis       | (Günther, 1875)                                             | szczekuszka wielkoucha    | 6 podgatunków      | Tienszan i Pamiro-Ałaj, Wyżyna Tybetańska i Himalaje; zakres wysokości: 2500–5700 m n.p.m. | DC: 15–21 cm MC: 160–280 g       | LC          |
| Conothoa   |         | Ochotona roylii         | (Ogilby, 1839)                                              | szczekuszka nepalska      | 2 podgatunki       | Himalaje przez Pakistan, Kaszmir, północne Indie, Nepal i południowy Tybet; zakres wysokości: 2100–4500 m n.p.m. | DC: 15–22 cm MC: 130–200 g       | LC          |
| Conothoa   |         | Ochotona rufescens      | (J.E. Gray, 1842)                                           | szczekuszka rdzawa        | 3 podgatunki       | góry Iranu, Turkmenistanu, Afganistanu i Pakistanu; zakres wysokości: 200–2900 m n.p.m. | DC: 16–25 cm MC: 155–230 g       | LC          |
| Conothoa   |         | Ochotona vizier         | O. Thomas, 1911                                             |                           | gatunek monotypowy | endemit Iranu | brak danych                      | NE          |
| Conothoa   |         | Ochotona forresti       | O. Thomas, 1923                                             | szczekuszka bhutańska     | gatunek monotypowy | Namcze Barwa (Tybet), Gaoligong Shan (granica Chińskiej Republiki Ludowej i Mjanmy), góra Yulong (północno-zachodni Junnan); zakres wysokości: 2500–4400 m n.p.m. | DC: 15–19 cm MC: 85–148 g        | LC          |
| Conothoa   |         | Ochotona ladacensis     | (Günther, 1875)                                             | szczekuszka płowa         | gatunek monotypowy | północno-zachodnie Indie (Ladakh) oraz góry Kunlun w południowo-zachodniej Chińskiej Republice Ludowej (południowy Sinciang, północno-zachodni Tybet i wschodnie Qinghai); zakres wysokości: 4400–5500 m n.p.m. | DC: 15–24 cm MC: 100–320 g       | LC          |
| Conothoa   |         | Ochotona rutila         | (Severtzov, 1873)                                           | szczekuszka turkiestańska | gatunek monotypowy | Tianszan (od strony Azji Środkowej) po Góry Hisarskie (południowo-wschodni Kazachstan, Kirgistan, wschodni Uzbekistan i Tadżykistan); zakres wysokości: 1800–3700 m n.p.m. | DC: 19–26 cm MC: 220–320 g       | LC          |
| Conothoa   |         | Ochotona koslowi        | (Büchner, 1894)                                             | szczekuszka murawowa      | gatunek monotypowy | endemit Chińskiej Republiki Ludowej (obszary trawiaste i stepy w górach Kunlun (południowy Sinciang i Qinghai)); zakres wysokości: 4100–4800 m n.p.m. | DC: 17–24 cm MC: 100–300 g       | EN          |
| Conothoa   |         | Ochotona erythrotis     | (Büchner, 1890)                                             | szczekuszka rudoucha      | 6 podgatunków      | endemit Chińskiej Republiki Ludowej (dorzecze górnegu biegu rzeki Huang He, góry Qilian Shan (Qinghai i Gansu), dorzecza górnego i środkowego biegu rzek Jangcy i Mekong (południowo-zachodni Qinghai, północno-wschodnie Tybet, środkowy Syczuan i północno-zachodni Junnan); zakres wysokości: 2000–4800 m n.p.m. | DC: 17–25 cm MC: 125–350 g       | LC          |
| Conothoa   |         | Ochotona iliensis       | Li Weidong & Ma Yong, 1986                                  | szczekuszka urwiskowa     | gatunek monotypowy | endemit Chińskiej Republiki Ludowej (Borohoro Shan i Halik Shan we wschodnim Tienszanie (północno-zachodni Sinciang); zakres wysokości: 2800–4100 m n.p.m. | DC: 19–20 cm MC: 200–250 g       | EN          |

Kategorie IUCN:  LC  – gatunek najmniejszej troski,  EN  – gatunek zagrożony,  DD  – gatunki o nieokreślonym stopniu zagrożenia;  NE  – gatunki niepoddane jeszcze ocenie.
Opisano również szereg gatunków wymarłych:

- Ochotona agadjianiani Melik-Adamian, 2003[32] (Armenia; fanerozoik)
- Ochotona antiqua Argyropulo & Pidoplichko, 1939[10] (Ukraina; pliocen)
- Ochotona azerica Gadzhiev & Aliev, 1969[31] (Azerbejdżan; plejstocen)
- Ochotona bazarovi Erbajeva, 1988[33]
- Ochotona chowmincheni Erbajeva, Flynn, Li Chuankui & Marcus, 2006[34] (Chińska Republika Ludowa; miocen)
- Ochotona dodogolica Erbajeva, 1966[35] (Rosja; plejstocen)
- Ochotona eximia (Khomenko, 1914)[36] (Mołdawia; miocen)
- Ochotona filippovi Erbajeva, 1999[37] (Rosja; plejstocen)
- Ochotona gracilis Erbajeva & Zheng Shaohua, 2005[38] (Chińska Republika Ludowa; pliocen)
- Ochotona gromovi Erbajeva, 1976[39] (Rosja; plejstocen)
- Ochotona gudrunae Еrbajeva, Flynn, Li Chuankui & Marcus, 2006[40] (Chińska Republika Ludowa; pliocen)
- Ochotona gureevi Еrbajeva, 1966[41] (Rosja; plejstocen)
- Ochotona intermedia Erbajeva, 1976[39] (Rosja; plejstocen)
- Ochotona kalfense (Lungu, 1981)[42] (Mołdawia; miocen)
- Ochotona kirgizica (Gureev, 1964)[43] (Kirgistan; fanerozoik)
- Ochotona kormosi Fostowicz-Frelik, Frelik & Gasparik, 2010[44] (Węgry; pliocen/plejstocen)
- Ochotona kurdjukovi (Gureev, 1964)[45] (Kirgistan; fanerozoik)
- Ochotona lagreli Schlosser, 1924[46] (Chińska Republika Ludowa; plejstocen)
- Ochotona lingtaica Еrbajeva & Zheng Shaohua, 2005[47] (Chińska Republika Ludowa; pliocen)
- Ochotona magna Еrbajeva & Zheng Shaohua, 2005[48] (Chińska Republika Ludowa; plejstocen)
- Ochotona mediterranensis Suata-Alpaslan, 2009[49] (Turcja; pliocen)
- Ochotona nihewanica Qiu Zhuding[50] (Chińska Republika Ludowa; miocen)
- Ochotona ozansoyi Şen, 2003[51] (Turcja; miocen)
- Ochotona plicodenta Еrbajeva & Zheng Shaohua, 2005[52] (Chińska Republika Ludowa; pliocen)
- Ochotona polonica Sych, 1980[53] (Polska; pliocen)
- Ochotona pseudopusilla Gureev & Schevtschenko, 1964[54] (Ukraina; pliocen)
- Ochotona sibirica Еrbajeva, 1988[55] (Rosja; plejstocen)
- Ochotona spanglei Shotwell, 1956[56] (Stany Zjednoczone; miocen)
- Ochotona tedfordi Еrbajeva, Flynn, Li Chuanki & Marcus, 2006[57] (Chińska Republika Ludowa; miocen)
- Ochotona tologoica Khabayeva, 1958[58] (Rosja; plejstocen)
- Ochotona transcaucasica Vekua, 1967[59] (Gruzja; plestocen)
- Ochotona ursui Simionescu, 1930[60] (Rumunia; plejstocen)
- Ochotona whartoni Guthrie & Matthews, 1971[61] (Stany Zjednoczone; plejstocen)
- Ochotona youngi Еrbajeva & Zheng Shaohua, 2005[62] (Chińska Republika Ludowa; plejstocen)
- Ochotona zabiensis Fostowicz-Frelik, 2008[63] (Polska; plejstocen)
- Ochotona zasuchini Еrbajeva, 1988[64] (Rosja; plejstocen)
- Ochotona zazhigini Еrbajeva, 1988[65] (Azja; pliocen)
- Ochotona zhangi Еrbajeva & Zheng Shaohua, 2005[66] (Chińska Republika Ludowa; plejstocen)

Kladogram za Melo-Ferreira et al., 2014 (uproszczono)
|  | Ochotona rutilla   |
|  |                    |
|  | Ochotona rufencens |
|  |                    |

|  | Ochotona daurica |
|  |                  |

|  | Ochotona pusilla |
|  |                  |

|  | Ochotona alpina        |
|  |                        |
|  | Ochotona turuchanensis |
|  |                        |

|  | Ochotona hoffmani    |
|  |                      |
|  | Ochotona hyperborea  |
|  |                      |
|  | Ochotona mantchurica |
|  |                      |

|  | Ochotona alpina        |
|  |                        |
|  | Ochotona turuchanensis |
|  |                        |

|  | Ochotona hoffmani    |
|  |                      |
|  | Ochotona hyperborea  |
|  |                      |
|  | Ochotona mantchurica |
|  |                      |

|  | Ochotona alpina        |
|  |                        |
|  | Ochotona turuchanensis |
|  |                        |

|  | Ochotona hoffmani    |
|  |                      |
|  | Ochotona hyperborea  |
|  |                      |
|  | Ochotona mantchurica |
|  |                      |

|  | Ochotona alpina        |
|  |                        |
|  | Ochotona turuchanensis |
|  |                        |

|  | Ochotona hoffmani    |
|  |                      |
|  | Ochotona hyperborea  |
|  |                      |
|  | Ochotona mantchurica |
|  |                      |

|  | Ochotona pusilla |
|  |                  |

|  | Ochotona alpina        |
|  |                        |
|  | Ochotona turuchanensis |
|  |                        |

|  | Ochotona hoffmani    |
|  |                      |
|  | Ochotona hyperborea  |
|  |                      |
|  | Ochotona mantchurica |
|  |                      |

|  | Ochotona alpina        |
|  |                        |
|  | Ochotona turuchanensis |
|  |                        |

|  | Ochotona hoffmani    |
|  |                      |
|  | Ochotona hyperborea  |
|  |                      |
|  | Ochotona mantchurica |
|  |                      |

|  | Ochotona alpina        |
|  |                        |
|  | Ochotona turuchanensis |
|  |                        |

|  | Ochotona hoffmani    |
|  |                      |
|  | Ochotona hyperborea  |
|  |                      |
|  | Ochotona mantchurica |
|  |                      |

|  | Ochotona alpina        |
|  |                        |
|  | Ochotona turuchanensis |
|  |                        |

|  | Ochotona hoffmani    |
|  |                      |
|  | Ochotona hyperborea  |
|  |                      |
|  | Ochotona mantchurica |
|  |                      |

|  | Ochotona rutilla   |
|  |                    |
|  | Ochotona rufencens |
|  |                    |

|  | Ochotona daurica |
|  |                  |

|  | Ochotona pusilla |
|  |                  |

|  | Ochotona alpina        |
|  |                        |
|  | Ochotona turuchanensis |
|  |                        |

|  | Ochotona hoffmani    |
|  |                      |
|  | Ochotona hyperborea  |
|  |                      |
|  | Ochotona mantchurica |
|  |                      |

|  | Ochotona alpina        |
|  |                        |
|  | Ochotona turuchanensis |
|  |                        |

|  | Ochotona hoffmani    |
|  |                      |
|  | Ochotona hyperborea  |
|  |                      |
|  | Ochotona mantchurica |
|  |                      |

|  | Ochotona alpina        |
|  |                        |
|  | Ochotona turuchanensis |
|  |                        |

|  | Ochotona hoffmani    |
|  |                      |
|  | Ochotona hyperborea  |
|  |                      |
|  | Ochotona mantchurica |
|  |                      |

|  | Ochotona alpina        |
|  |                        |
|  | Ochotona turuchanensis |
|  |                        |

|  | Ochotona hoffmani    |
|  |                      |
|  | Ochotona hyperborea  |
|  |                      |
|  | Ochotona mantchurica |
|  |                      |

|  | Ochotona pusilla |
|  |                  |

|  | Ochotona alpina        |
|  |                        |
|  | Ochotona turuchanensis |
|  |                        |

|  | Ochotona hoffmani    |
|  |                      |
|  | Ochotona hyperborea  |
|  |                      |
|  | Ochotona mantchurica |
|  |                      |

|  | Ochotona alpina        |
|  |                        |
|  | Ochotona turuchanensis |
|  |                        |

|  | Ochotona hoffmani    |
|  |                      |
|  | Ochotona hyperborea  |
|  |                      |
|  | Ochotona mantchurica |
|  |                      |

|  | Ochotona alpina        |
|  |                        |
|  | Ochotona turuchanensis |
|  |                        |

|  | Ochotona hoffmani    |
|  |                      |
|  | Ochotona hyperborea  |
|  |                      |
|  | Ochotona mantchurica |
|  |                      |

|  | Ochotona alpina        |
|  |                        |
|  | Ochotona turuchanensis |
|  |                        |

|  | Ochotona hoffmani    |
|  |                      |
|  | Ochotona hyperborea  |
|  |                      |
|  | Ochotona mantchurica |
|  |                      |